# Campospinoso
Campospinoso là một đô thị ở tỉnh Pavia trong vùng Lombardia của Ý, có cự ly khoảng 40 km về phía nam của Milan và khoảng 12 km về phía đông nam của Pavia. Tại thời điểm ngày 31 tháng 12 năm 2004, đô thị này có dân số 800 người và diện tích là 3,7 km².
Campospinoso giáp các đô thị sau: Albaredo Arnaboldi, Barbianello, Broni.